# Terrie Christine Stevens
Pour les articles homonymes, voir Stevens et Chris Stevens.
Terrie Christine Stevens, également connue sous le nom de T. Christine Stevens ou Chris Stevens, est une mathématicienne américaine dont les recherches concernent les groupes topologiques, l'histoire des mathématiques et l'enseignement des mathématiques. Elle est également connue comme cofondatrice de Project NExT (en), un programme de mentorat pour les récents doctorats en mathématiques, qu'elle a dirigé de 1994 à 2009,,.

## Éducation et carrière
Stevens est diplômée du Smith College en 1970 et a terminé son doctorat en 1978 à l'université Harvard sous la supervision d'Andrew M. Gleason, avec une thèse intitulée Weakened Topologies for Lie Groups,.
Elle a occupé des postes d'enseignante à l'université du Massachusetts à Lowell, au Mount Holyoke College et à l'université d'État de l'Arkansas avant de rejoindre l'université de Saint-Louis (SLU), où pendant 25 ans elle a été professeure de mathématiques et d'informatique,.
Elle a également été boursière du Congrès pour assister le membre du Congrès Theodore S. Weiss (en) en 1984-1985, et a été chargée de programme à la Fondation nationale pour la science (NSF) en 1987-1989. Après sa retraite de SLU, elle est devenue directrice exécutive associée pour les réunions et les services professionnels de l'American Mathematical Society.

## Prix et distinctions
En 1997, la Mathematical Association of America lui décerne le prix Haimo.
En 2004, Stevens a reçu le prix Gung and Hu pour le service distingué en mathématiques de la Mathematical Association of America pour son travail sur le projet NExT,. En 2010, Stevens a reçu la médaille du Smith College de son alma mater,. Elle est membre de l'Association américaine pour l'avancement des sciences depuis 2005 et en 2012, elle est devenue l'une des boursières inaugurales de l'American Mathematical Society.
Elle a été la lauréate 2015 du prix Louise Hay de l'Association for Women in Mathematics,,.